# Розовая пантера (персонаж)
Розовая пантера (англ. Pink Panther) — вымышленный анимационный персонаж, впервые появившийся в художественном фильме 1963 года «Розовая пантера» в начальных и завершающих кадрах и впоследствии появлявшийся в такой же роли почти в каждом фильме этой серии.
Этот персонаж имел настолько большой успех у зрителей, что уже в 1964 году вышел первый короткометражный мультфильм о нём, в котором также появился «Человек» — извечный противник Розовой пантеры, усатый мужчина маленького роста с большим носом, который, как считается, был карикатурой на режиссёра «Розовой пантеры» Фриза Фрилинга. Впоследствии вышло как минимум 124 короткометражных мультфильма о Розовой пантере, из которых лишь в двух присутствовала голосовая озвучка, и несколько мультсериалов. С 1971 года о персонаже издаются комиксы.
Персонаж Розовой пантеры был благосклонно принят критиками и признан важной вехой в истории американской и мировой анимации. Многие сюжеты мультфильмов о нём обозначены как творческое использование абсурдных и сюрреалистичных тем и визуальных каламбуров с бессловесным стилем пантомимы, а само действие напоминает немые фильмы первой половины XX века с Чарли Чаплином и Бастером Китоном.